# Úštěcká pahorkatina
Úštěcká pahorkatina je geomorfologický okrsek v západní části Dokeské pahorkatiny ležící v okrese Litoměřice Ústeckého kraje. Území okrsku zhruba vymezují okresní město Litoměřice a města Úštěk a Štětí.

## Geomorfologické členění
Okrsek Úštěcká pahorkatina náleží do celku Ralská pahorkatina a podcelku Dokeská pahorkatina. Dále se člení na podokrsky Úštěcká kotlina, Liběšická pahorkatina, Ploskovická pahorkatina na severu a Vědlická tabule na jihu. Pahorkatina sousedí s dalším okrskem Dokeské pahorkatiny, Polomenými horami na východě, dále s Českým středohořím na severu a Dolnooharskou tabulí na západě a jihu.

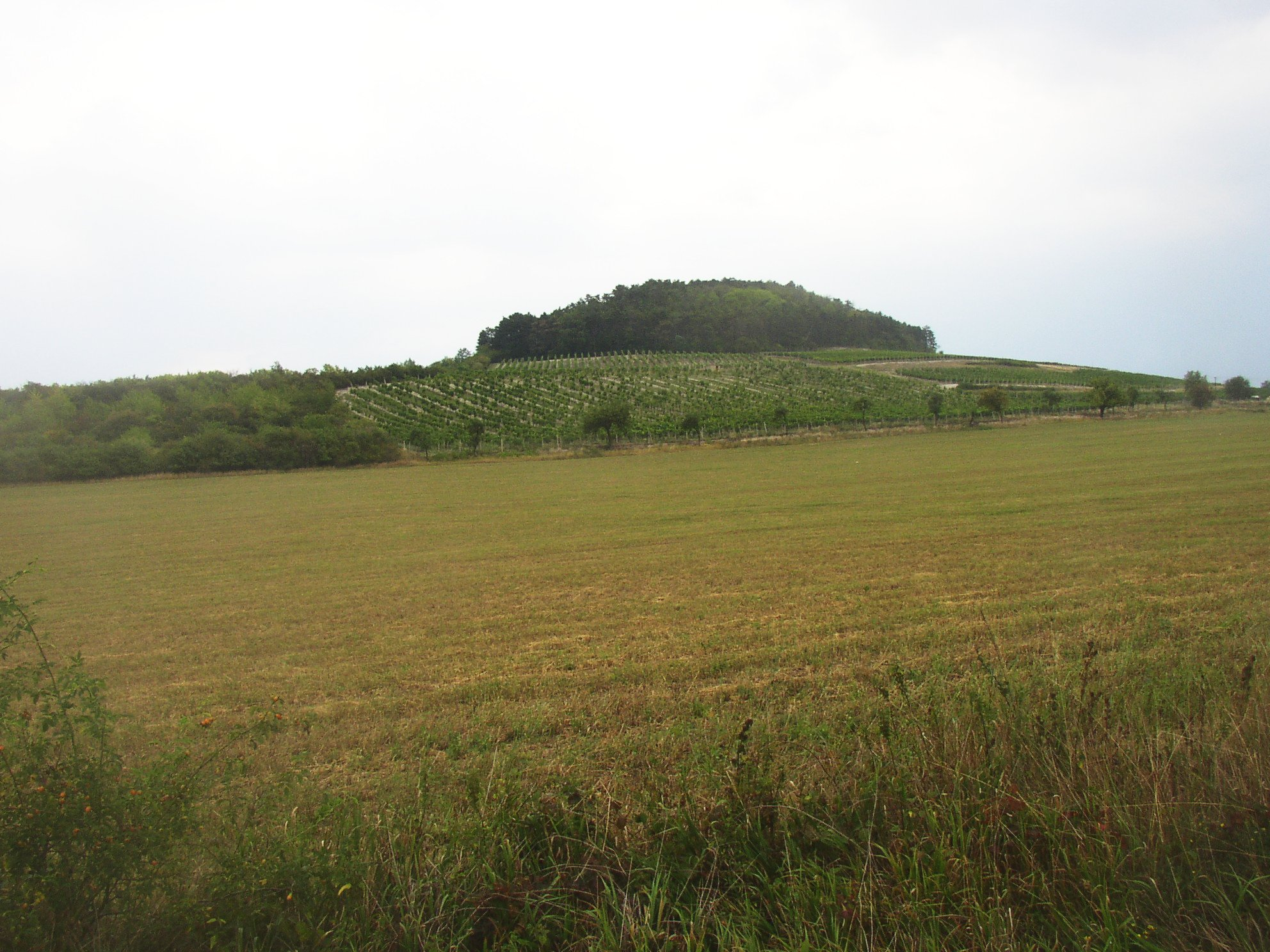
Vrch Sovice ze západní strany

## Nejvyšší vrcholy
Nejvyšším vrcholem Úštěcké pahorkatiny je vrch Hořidla (371 m n. m.).
- Hořidla (371 m), Liběšická pahorkatina
- Skalky (338 m), Liběšická pahorkatina
- Holý vrch (302 m), Liběšická pahorkatina
- Sovice (278 m), Vědlická tabule
- Křemín (244 m) Liběšická pahorkatina